# Shusuke Yonehara
Shusuke Yonehara (米原 秀亮 Yonehara Shūsuke?, Uki, Kumamoto, 20 de abril de 1998) es un futbolista japonés que juega como centrocampista en el Matsumoto Yamaga F. C.

## Trayectoria

### Clubes
| Club                    | País  | Año       |
| ----------------------- | ----- | --------- |
| Roasso Kumamoto         | Japón | 2017-2018 |
| Matsumoto Yamaga F. C.  | Japón | 2019-     |
| Ventforet Kofu (cedido) | Japón | 2022      |

## Palmarés

### Títulos nacionales
| Título             | Club           | País  | Año  |
| ------------------ | -------------- | ----- | ---- |
| Copa del Emperador | Ventforet Kofu | Japón | 2022 |